# Sáva Prošek
Sáva Prošek (27. ledna 1931 Říčany – 20. prosince 2005) byl český fotbalový brankář.

## Fotbalová kariéra
V československé lize chytal za Spartak Košice VSS a Baník Kladno. Nastoupil v 17 ligových utkáních.

## Ligová bilance
| Ročník                                   | Zápasy | Góly | Klub               |
| ---------------------------------------- | ------ | ---- | ------------------ |
| 1. československá fotbalová liga 1956    | 5      | 0    | Spartak Košice VSS |
| 1. československá fotbalová liga 1957/58 | 12     | 0    | Baník Kladno       |
| CELKEM                                   | 17     | 0    |                    |